# En quête d'esprit
En quête d'esprit est une émission télévisée de réflexion qui aborde des sujets spirituels et philosophiques. Diffusée sur CNews depuis mai 2020, cette émission invite les téléspectateurs à s'interroger sur le croisement de la foi et de l'expérience humaine.

## Origines et objectifs
En quête d'esprit a fait ses débuts sur la chaîne CNews le 3 mai 2020. Animée par Aymeric Pourbaix avec Véronique Jacquier, deux journalistes du journal France catholique appartenant au groupe Bolloré, l'émission vise à engager les téléspectateurs dans des discussions sur la spiritualité, la philosophie et les mystères de l'existence. Chaque épisode aborde des sujets variés, de l'énigme de Lourdes à la bataille entre anges et démons, cette dernière engendrant nombre de réactions sur les réseaux sociaux,.

## Controverses et critiques

### Controverse sur l'IVG
Dans une séquence particulièrement controversée en février 2024, l'émission a présenté l'avortement (IVG) comme la « première cause de mortalité dans le monde », dépassant même le cancer. Cette affirmation a suscité l'indignation et la condamnation de plusieurs personnalités politiques et groupes militants. L'autorité française de régulation des médias, Arcom, a ouvert une enquête sur cette affaire, envisageant d'éventuelles sanctions,.

### Codiffusion avec Europe 1 et influence avec Vincent Bolloré
Depuis janvier 2024, l'émission est codiffusée sur Europe 1, une radio qui appartient désormais à Vivendi, un conglomérat dirigé par Vincent Bolloré. La création de l'émission aurait été influencée par le désir de celui-ci d'aborder les questions spirituelles après la pandémie de Covid-19.